# محمد علي أحمدي
محمد علي أحمدي (بالفارسية: محمدعلی احمدی) هو لاعب كرة قدم إيراني، ولد في 24 يونيو 1983 في كرمان في إيران. لعب مع نادي ذوب آهن أصفهان ونادي سباهان أصفهان.

## وصلات خارجية
- محمد علي أحمدي على موقع قاعدة بيانات كرة القدم.إي يو (الإنجليزية)